# Stade Henri Jungers
Stade Henri Jungers – nieistniejący już stadion piłkarski w Differdange, w Luksemburgu. Został rozebrany w 2013 roku. Mógł pomieścić 2000 widzów. W latach 1921–2003 swoje spotkania rozgrywali na nim piłkarze klubu AS Differdange.
Stadion był domową areną klubu piłkarskiego AS Differdange od momentu jego powstania w 1921 roku (w 1922 roku klub przystąpił do oficjalnych rozgrywek). W 2003 roku AS Differdange połączył się z Red Boys Differdange, tworząc nowy klub – FC Differdange 03. Nowy zespół rozgrywał swoje spotkania na dawnym obiekcie Red Boys Differdange, Stade du Thillenberg, a Stade Henri Jungers służył odtąd jako stadion rezerwowy. W 2012 roku klub całkowicie zaprzestał korzystania ze Stade Henri Jungers. W 2013 roku obiekt został rozebrany. Przez krótki czas, pod koniec istnienia obiektu, ze stadionu korzystał również zespół CS Oberkorn. W miejscu zlikwidowanego stadionu wybudowano zbiornik burzowy, oddany do użytku 18 listopada 2016 roku.